# N44C
N44C es una región H II (región de gas hidrógeno ionizado) que rodea a una asociación de estrellas jóvenes en la Gran Nube de Magallanes, galaxia cercana que forma parte del Grupo Local. Visualmente, N44C está situada en la constelación de Dorado.
La peculiaridad de N44C es que la estrella principal, responsable de la iluminación de la nebulosa, es excepcionalmente caliente, con una temperatura efectiva de unos 75.000 K. Las ideas propuestas para explicar esta altísima temperatura incluyen la posibilidad de que sea una estrella de neutrones o un agujero negro que produce rayos X de forma esporádica y que en estos momentos está "apagado".
En la parte superior derecha de la imagen obtenida con el telescopio espacial Hubble se observan unos filamentos nebulosos en torno a una estrella de Wolf-Rayet. Ésta genera un fuerte viento estelar de partículas cargadas, que al chocar contra el gas que la rodea, hace que éste resplandezca. N44C forma parte del complejo N44, que incluye jóvenes estrellas masivas y calientes, nebulosas, y una "superburbuja" de 250 años luz de tamaño. Esta, parcialmente visible en la zona inferior izquierda de la imagen, puede haberse originado por los restos en expansión de antiguas supernovas.